# Santa Gadea del Cid
Santa Gadea del Cid ist eine 161 Einwohner (Stand: 2024) zählende Gemeinde der Provinz Burgos in der Autonomen Gemeinschaft Kastilien-León (Castilla y León). Sie gehört zur Comarca Valle del Ebro.

## Lage
Santa Gadea del Cid liegt etwa 85 Kilometer nordöstlich von Burgos.

## Bevölkerungsentwicklung
| Jahr      | 1900 | 1910 | 1920 | 1930 | 1940 | 1950 | 1960 | 1970 | 1981 | 1991 | 2001 | 2011 | 2021 |
| Einwohner | 599  | 650  | 681  | 711  | 703  | 665  | 606  | 304  | 228  | 217  | 185  | 161  | 152  |

## Sehenswürdigkeiten
Der gesamte Ortskern gilt seit 1973 als Historische Stätte
- Abtei El Espino (Nuestra Señora del Espino), seit Oktober 1991 Monumento historico
- Petruskirche (Iglesia de San Pedro)
- Einsiedelei von Las Eras
- Burganlage von Santa Gadea del Cid

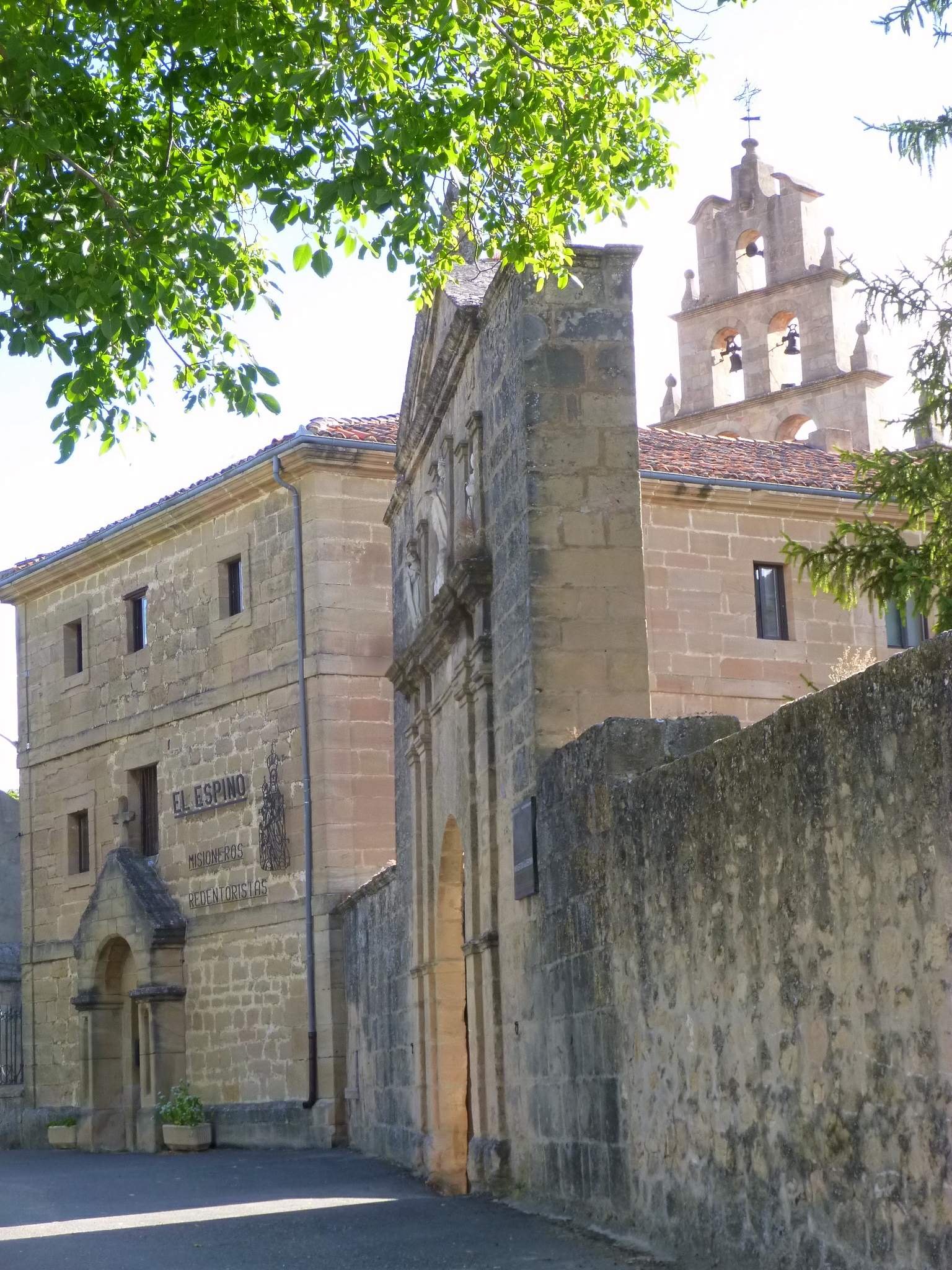
Abtei El Espino
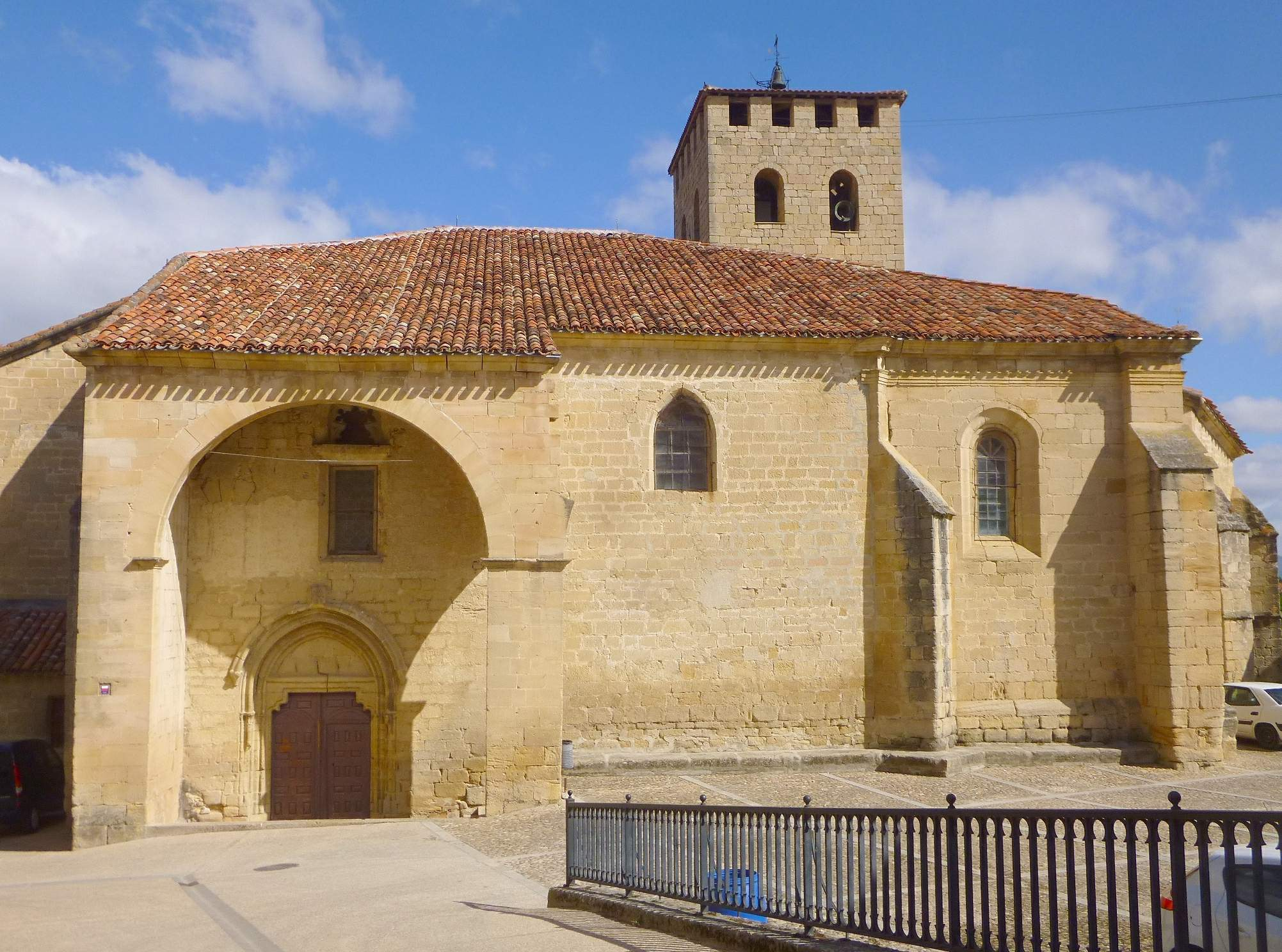
Petruskirche
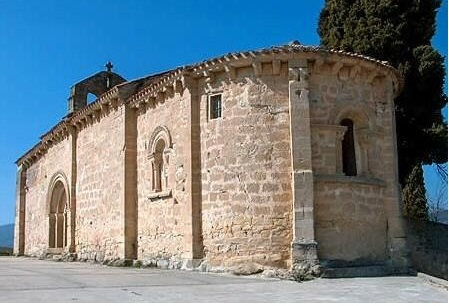
Einsiedelei von Las Eras
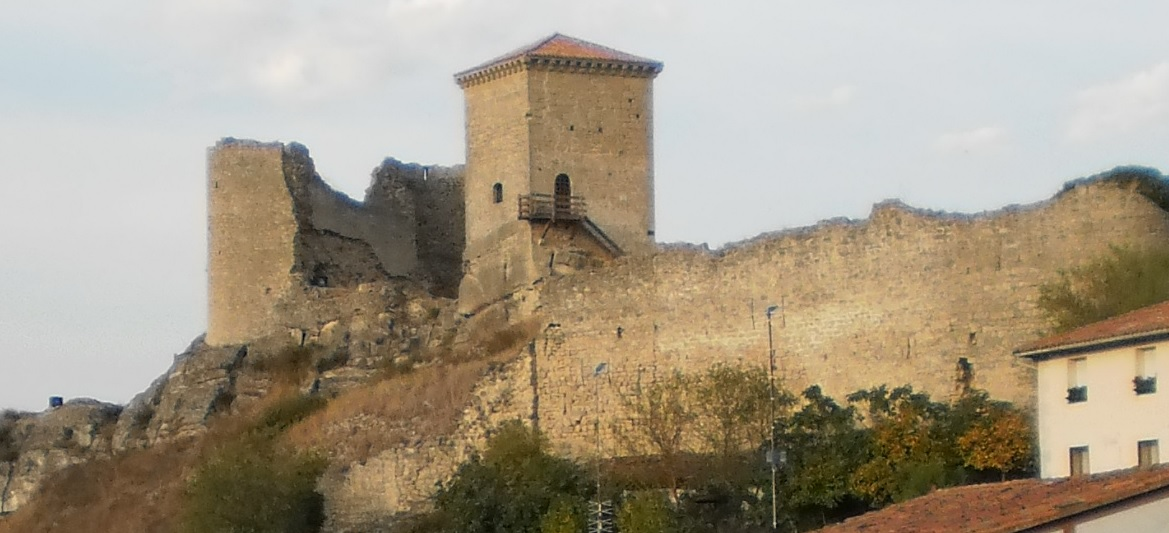
Burganlage von Santa Gadea del Cid